# 讓·菲約扎
讓·菲約扎（法文：Jean Filliozat，1906年—1982年)， 法國印度學研究專家、法蘭西文學院院士，獲法國國家榮譽騎士勳章，1952至1978年任法蘭西公學院印度語言文學講席教授。

## 生平簡介
他于1930年獲得醫學博士，1934年獲得高等研究應用學院文憑，1935年獲得國立東方現代語言學院文憑，1941至1978年任高等實驗研究學院博導，1946年獲得文學博士，1955年成立印度本地治里市法國學院，任法國遠東學院院長至1977年，1966年成為法蘭西文學院院士，1974年任法國亞洲協會副會長。

## 主要著作
- 《巫術與醫學》，巴黎。法國大學出版社，1943；
- 《印度對外關係》，本地治里，印度學法國學院，1956；
- 《古典印度》，與路易·何傉合著，巴黎，新屋出版社，1985；
- 《印度哲學》，（多次再版）巴黎，法國大學出版社，2006；